# ایگور کروبوف
ایگور کروبوف (انگلیسی: Igor Korobov; ۳ اوت ۱۹۵۶ – ۲۱ نوامبر ۲۰۱۸) فرمانده نظامی و سیاست‌مدار اهل روسیه بود.
وی همچنین برندهٔ جوایزی همچون نشان الکساندر نوسکی و قهرمان فدراسیون روسیه شده‌است.